# Betfia (sit SCI)
Betfia eeste o arie protejată (arie specială de conservare — SAC, sit de importanță comunitară — SCI) din România, desemnată în scopul protejării biodiversității și menținerii într-o stare de conservare favorabilă a florei spontane și faunei sălbatice, precum și a habitatelor naturale de interes comunitar aflate în arealul zonei de protecție. Aceasta este situată în partea nord-vestică a Transilvaniei, pe teritoriul județului Bihor.

## Localizare
Aria naturală se află în partea central-vestică a județului Bihor, pe teritoriile administrative ale comunelor Hidișelu de Sus, Oșorhei și Sînmartin, în imediata apropiere de drumul național DN76, care leagă municipiul Oradea de Beiuș.

## Înființare
Arealul Betfia a fost declarat sit de importanță comunitară (desemnat în scopul protejării biodiversității și menținerii într-o stare de conservare favorabilă a faunei sălbatice, precum și a habitatelor de interes comunitar aflate în arealul zonei protejate) prin Ordinul Ministerului Mediului și Dezvoltării Durabile Nr.1964 din 13 decembrie 2007 (privind instituirea regimului de arie naturală protejată a siturilor de importanță comunitară, ca parte integrantă a rețelei ecologice europene Natura 2000 în România). Situl a fost protejat și ca arie specială de conservare (ROSAC0403) în mai 2022. Acesta se întinde pe o suprafață de 1.759,1 hectare în nord-estul Depresiunii Panonice. 
Situl, protejat și ca arie specială de conservare (ROSAC0008) în mai 2022., constituie o zonă naturală încadrată în bioregiunea continentală și panonică din bazinul râurilor Hidișel, Peța și Hidișel, Holod (păduri de foioase, terenuri arabile cultivate și pășuni), ce adăpostește, conservă și protejază o gamă variată de floră și faună rară. 
Aria naturală include peștera Avenul de la Beftia aflată în versantul sud-vestic al Dealului Șomleu (subunitate geomorfologică a Munților Pădurea Craiului (Apuseni), ce aparține lanțului carpatic al Occidentalilor). Situl adăpostește o importantă colonie de lilieci.

## Biodiversitate
La baza desemnării sitului se află mai multe specii faunistice, unele  enumerate în anexa I-a a Directivei Consiliului European 92/43/CE din 21 mai 1992 (privind conservarea habitatelor naturale și a speciilor de faună și floră sălbatică), altele endemice sau aflate pe lista roșie a IUCN; astfel:.
Mamifere: liliacul cu urechi de șoarece (Myotis blythii),  liliacul de apă (Myotis daubentonii) și liliacul comun (Myotis myotis); 
Reptile și amfibieni: șarpele de alun (Coronella austriaca), șarpele lui Esculap (Elaphe longissima); gușter (Lacerta viridis), șopârlă de câmp (Lacerta agilis), vipră (Vipera berus), năpârcă (Anguis fragilis), ivorașul-cu-burta-galbenă (Bombina variegata), tritonul cu creastă (Triturus cristatus), broasca roșie de munte (Rana temporaria), broasca mare de lac (Rana ridibunda), brotacul verde de copac (Hyla arborea), broasca râioasă brună (Bufo bufo); 
Nevertebrate: melcul cerenat bănățean (Chilostoma banaticum) și un cărăbuș din specia Carabus hampei
Specii floristice (arbori, arbusti, ierburi, flori) semnalate în sit: stejar pufos (Quercus pubescens), carpen (Carpinus betulus), ghimpe (Ruscus aculeatus), cicoare (Centaurea cyanus), margaretă (Leucanthemum vulgare), sunătoare (Hypericum perforatum), frigare (Geranium palustre), brândușă de toamnă (Colchicum autumnale), lumânărică (Verbascum densiflorum), gălbenuș (Crepis capillaris), cruciuliță (Senecio vulgaris), untul vacii (Orchis morio), ploșnițoasă (Orchis coriophora), buruiana de junghiuri (Cephalanthera longifolia), mlăștiniță (cu specii de Epipactis atrorubens și Epipactis helleborine), stupiniță (Platanthera bifolia), cornaci (Trapa natans) și ștevie de baltă (Rumex aquaticus).

## Căi de acces
- Drumul național DN76 pe ruta: Oradea - Sînmartin - Băile Felix - Hidișelu de Jos.

## Monumente și atracții turistice
În vecinătatea sitului se află câteva obiective de interes istoric, cultural și turistic (lăcașuri de cult, castele, stațiuni balneo-climaterice, zone de agrement, arii naturale protejate); astfel:

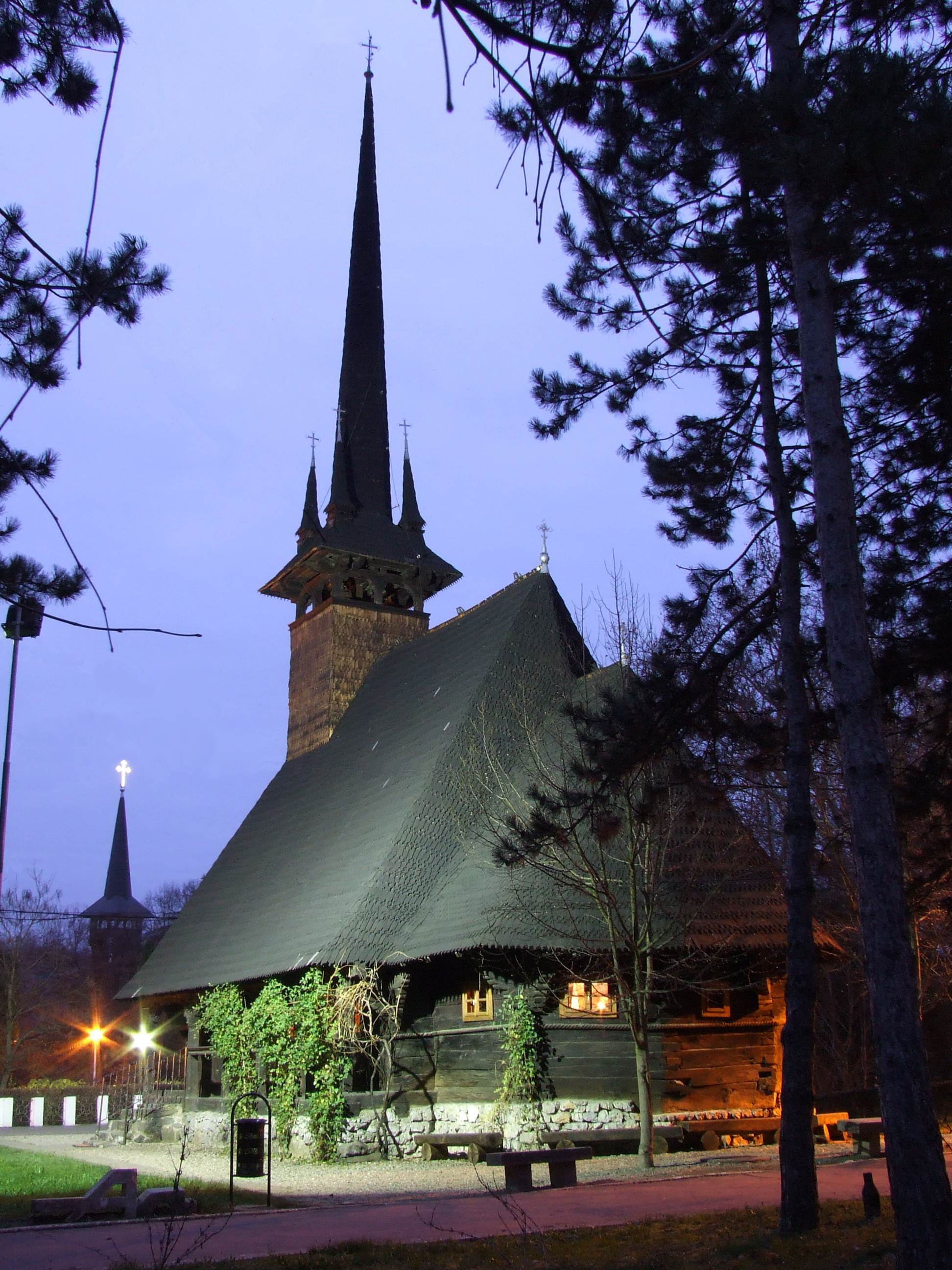
Biserica de lemn "Sf. Arhangheli" din Băile Felix

- Biserica de lemn "Sf. Arhangheli" din Băile Felix, construcție 1785, monument istoric.
- Biserica reformată din satul Fughiu, construcție secolul al XVIII-lea, monument istoric.
- Biserica de lemn "Sfinții Arhangheli Mihail și Gavriil" din Hidișelu de Jos, construcție 1730, monument istoric.
- Biserica ortodoxă "Nașterea Maicii Domnului" din Haieu, construcție secolul al XIV-lea(modificări 1857), monument istoric.
- Biserica ortodoxă din satul Rontău, construcție secolul al XV-lea.
- Biserica romano-catolică din Haieu, construcție secolul al XIX-lea și capela (construcție secolul al XIV-lea).
- Castelul Sînmartin (Fosta mănăstire Premonstratensă) din satul omonim, construcție 1784, monument istoric.
- Cazinoul din stațiunea Băile 1 Mai, construcție secolul al XX-lea, monument istoric.
- Stațiunea balneo-climatică Băile Felix.
- Ștrandul cu apă termală "Apollo" din Băile Felix, construcție 1917, monument istoric.
- Ariile protejate: Locul fosilifer de pe Dealul Șomleu (5 ha), Pârâul Pețea (4 ha), Pădurea cu narcise de la Oșorhei, Lacul Pețea (sit SCI).